# 萨萨蒙
萨萨蒙，是西班牙卡斯蒂利亚-莱昂布尔戈斯省的一个市镇。总面积113平方公里，总人口1449人（2001年），人口密度13人/平方公里。